# 마할랄렐

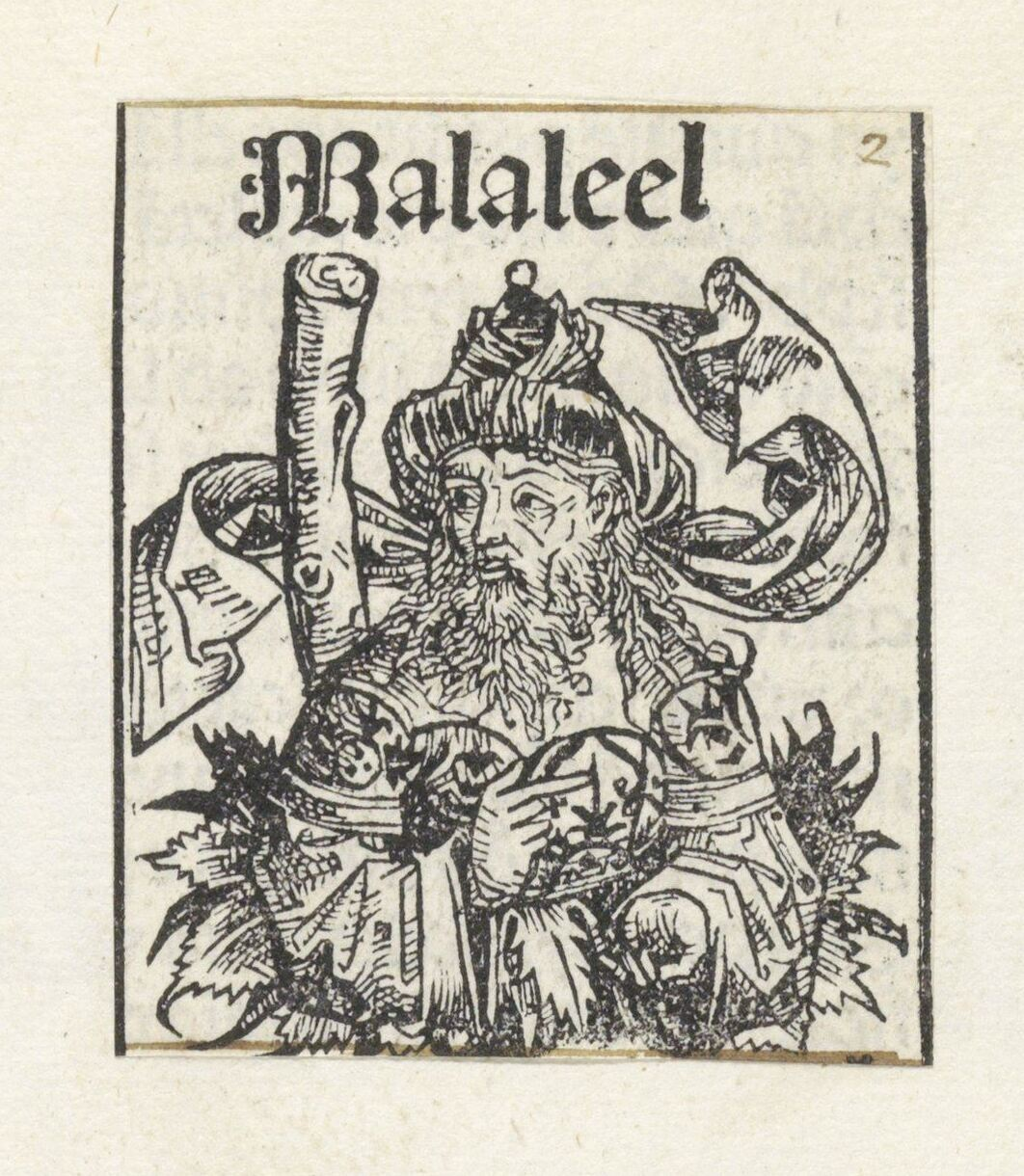

마할랄렐(Mahalalel, 히브리어: מַהֲלַלְאֵל, 로마자: Mahălalʾēl, 그리스어: Μαλελεήλ, Maleleḗl) 또는 마라루엘은 히브리어 성경에 나오는 고대 홍수 이전 족장이다. 그는 에녹의 할아버지이자 이후에 노아의 조상으로 셋 족보에 언급되어 있다.

## 어원학
그 이름의 의미는 "엘의 빛나는 자"로 번역될 수 있다. 흠정역에서는 그의 이름을 구약에서 Mahalaleel로, 신약에서 Maleleel로 표기한다.

## 성경 이야기
마할랄렐은 그의 아버지 게난(셋을 통한 아담의 증손자)이 70세였을 때 태어났다. 그는 게난의 많은 자녀 중 하나였다. (창세기 5:12-13; 역대상 1:2; 희년기 4:14 누가복음 3:37).
마할랄렐은 54-60세에 친삼촌 바라키엘의 딸 디나와 결혼했다. 65세에 그는 야렛을 낳았다(감수자들이 희년 4:15에 따라 "땅에 내려왔을 때"). 그는 그 시점 이후에 다른 많은 자녀를 낳았다(창 5:15-16).
227세에 그는 마할랄렐의 형제 라수잘(희년 4:16)의 딸인 바라카를 통해 태어난 야렛의 아들 에녹(창 5:18)의 할아버지가 되었다.
마할랄렐은 292세가 되기 얼마 전에 에녹의 관점을 통해 자세히 설명된 대로 에녹이 본 두 가지 꿈의 환상 중 첫 번째를 에녹에게 설명했다.
나는 조부 마라루엘 집에서 잠을 자고 있었는데, 그때 환상에 하늘이 무너지고 산산 조각이 되어 지상에 떨어지는 것을 보았다. 하늘이 지상으로 떨어졌을 때 땅은 거대한 균열에 삼켜져 산들은 서로 부딪히고 언덕은 함몰되며 높이 솟은 나무가 뿌리채 날라가서 그 균열 속에 빠지는 것을 나는 보았다. 그때 내 입은 나도 모르는 사이에 '땅은 멸망하였다.'라고 소리쳤다. 나의 조부 마라루엘은 곁에서 자고 있는 나를 일으키며 이렇게 말하였다. "얘야, 무엇을 그렇게 소리치고 있느냐. 어찌하여 그렇게 슬픈 말을 하느냐." 내가 꿈에 본 환상에 대하여 모든 것을 말하자 그는 나에게 이렇게 말하였다. "얘야, 네가 꿈에 본 환상은 땅의 모든 죄의 비밀에 관계되는 일로써 너는 아주 대단한 환상을 본 것이다. 땅은 이윽고 균열 속에 가라앉고 완전히 멸망하는 운명에 있다. 그런데 얘야, 일어서서 영광의 주님께 간구하여라. 너는 믿는 마음이 깊다. 그러니 지상에 일부라도 살아남게 하여 온 땅이 멸망되지 않도록 하여라. 얘야, 이것은 모두 하늘에서 지상에 임하여 지상에는 격심한 파멸이 임할 것이다." 그래서 나는 일어서서 간구하며 나의 기도를 미래의 세대를 위하여 기록하였다. — 에녹서 상편 83장 3-10절
마할랄렐이 840세에 그의 아버지 게난이 962세에 죽었다(창 5:14). 마할랄렐은 그 후 55년을 더 살았고 895년에 사망하여(창세기 5:17), 대홍수 이전 족장들의 비정상적으로 긴 수명에 대한 기록에서 그를 8번째로 기록했다.
맛소라 연대기에 따르면 마할렐렐이 죽었을 때 노아는 234세였다.